# Volley-ball aux Jeux africains de 2023
Navigation
2019
Les compétitions de volley-ball aux Jeux africains de 2023 ont lieu du 12 au 23 mars 2024 à Accra, au Ghana.

## Médaillés
| Épreuves         | Or | Argent | Bronze |
| ---------------- | --- | --- | --- |
| Tournoi masculin | Égypte - Ahmed Azab Elsayed Abdelrahman - Abdelrahman Ahmed Alshahat Mohammed - Abdelrahman Elhossiny Eissa Sokil Eissa - Mohamed Osman Abdou Hassan - Ashraf Mohamed Riad Ellakany - Islam Abdelkader (en) - Mohamed Masoud (en) - Mohamed Gamal Asran Sayedin - Mohamed Hassan (en) - Mostafa Gaber Abdelsalam Abdelmoaty - Reda Haikal (en) - Seifeldin Hassan Ahmed Abed Ali | Kenya- Wilson Cheruiyot - Naftali Chumba - Dennis Esokon - Brian Kamonde - Joshua Kimaru - Hudson Kipchumba - Kelvin Kipkkosgei - Nicholas Matui - Brian Melly - Elvis Ogutu - Dennis Omollo - Kelvin Omuse                            | Ghana- Ibrahim Abdul-Hameed - Paul Akan - Imoro Iddi Alhassan - Yakubu Aminu - Bernard Attom - Augustine Akyirem Gyamen - Benjamin Azumah - Daniel Benefu - Emmanuel Johnson - Hakeem Mukaila - Nicholas Tetteh - Vitus Tulo                                                   |
| Tournoi féminin  | Égypte - Aya Khaled Mohamed Ahmed - Ayah Ahmed Mohamed Abdelatif Elnady - Dalia Asharf Mahmoud Morshedy - Dana Ahmed Shawky Emam - Mariam Ahmed Thabat Ali Bakr - Mariam Metwally (en) - May Mahmoud Fouad Abdelmaguid - Maya Mamdouh Mohamed Ismaiel Ahmed - Sabine Hassan Ahmed Abed Ali - Sarah Ahmad Amin Mohamed Hanafy - Toqaallah Medhat Helmy Eassa                      | Tunisie- Chourouk Galai - Dhouha Engazou - Ella Essid - Jihen Mohamed Ep Samti - Maroua Boughanmi (ar) - Marwa Barhoumi (simple) - Mayssem Jeridi - Nesrine Abda - Raghda Ben Smida - Sahar Sahar - Sinda Ben Hamida - Sirine Bouraoui | Kenya- Agripina Kundu - Belinda Nanjala Barasa - Edith Mukuvilani - Emmaculate Nekesa Misoki - Nolima Jamimah Siangu - Juliana Namutira - Mutinda Kamene - Loise Simiyu - Mercy Moim - Ester Kamene Mutinda - Veronica Adhiambo Oluoch - Pamella Adhiambi Owino - Trizah Atuka |

## Tableau des médailles
- Pays organisateur (Ghana)

| Rang  | Nation  | Or | Argent | Bronze | Total |
| ----- | ------- | -- | ------ | ------ | ----- |
| 1     | Égypte  | 2  | 0      | 0      | 2     |
| 2     | Kenya   | 0  | 1      | 1      | 2     |
| 3     | Tunisie | 0  | 1      | 0      | 1     |
| 4     | Ghana   | 0  | 0      | 1      | 1     |
| Total | Total   | 2  | 2      | 2      | 6     |